# Hon'inbō Dōsaku
Hon'inbō Dōsaku est un nom japonais traditionnel ; le nom de famille (ou le nom d'école), Hon'inbō, précède donc le prénom (ou le nom d'artiste).
 (mai 2017).
Si vous disposez d'ouvrages ou d'articles de référence ou si vous connaissez des sites web de qualité traitant du thème abordé ici, merci de compléter l'article en donnant les références utiles à sa vérifiabilité et en les liant à la section « Notes et références ».
Hon'inbō Dōsaku (本因坊 道策) est un joueur de go né en 1645 et mort en 1702.
Devenu le 4e Hon'inbō en 1677, il succéda à Hon'inbō Doetsu et devint en même temps Meijin.
De loin le plus fort à l'époque, il donnait au moins une pierre de handicap contre tous les autres professionnels.
Il était si fort en stratégie que ses adversaires ne comprenaient pas, longtemps après la partie, pourquoi ils avaient perdu.
Beaucoup de professionnels contemporains considèrent Dosaku comme le plus fort joueur de l'histoire du go japonais.

## Biographie
Il est né dans la province d'Iwami et a étudié le go à l'école Hon'inbō, devenant Meijin dès un très jeune âge.
Dōsaku est le quatrième Honinbo à l'âge de 23 ans et le quatrième Meijin à 33 ans. Il a commencé à apprendre à l'âge de 7 ans. Il était tellement fort au début de sa vingtaine d'années que même si un adversaire jouait le premier coup, il était capable de gagner. Des rumeurs courent sur le fait qu'il était d'un niveau supérieur à deux pierres de handicap à celui de n'importe quel autre joueur de go. Cette capacité est due à sa grande réflexion et son haut niveau de tactique et de stratégie. Les joueurs actuels se réfèrent à lui pour la création des stratégies d'ouverture modernes.